# Сілезький Орел (нагорода)

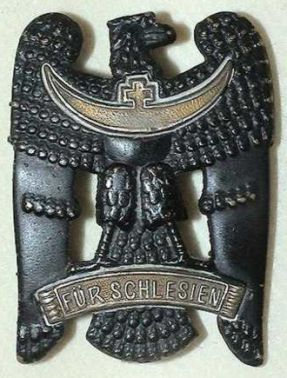
Сілезький Орел 1-го ступеня

Сілезька бойова відзнака (нім. Schlesisches Bewährungsabzeichen), більше відома як Сілезький Орел (нім. Schlesischer Adler) — відзнака Веймарської республіки для бійців фрайкорів.

## Історія
Сілезький орел був заснований 16 червня 1919 року командуванням 6-го армійського корпусу, щоб відзначити бойові заслуги і патріотизм бійців прикордонної охорони, які захищали територіальну цілісність Веймарської республіки під час Сілезьких повстань. Нагородження здійснювались до 1 лютого 1920 року.
У березні 1921 року, під час третього Сілезького повстання, нагородження відновили. Для бійців, які вже отримали відзнаки, отримували Сілезькі Орли з дубовим листям.

## Опис

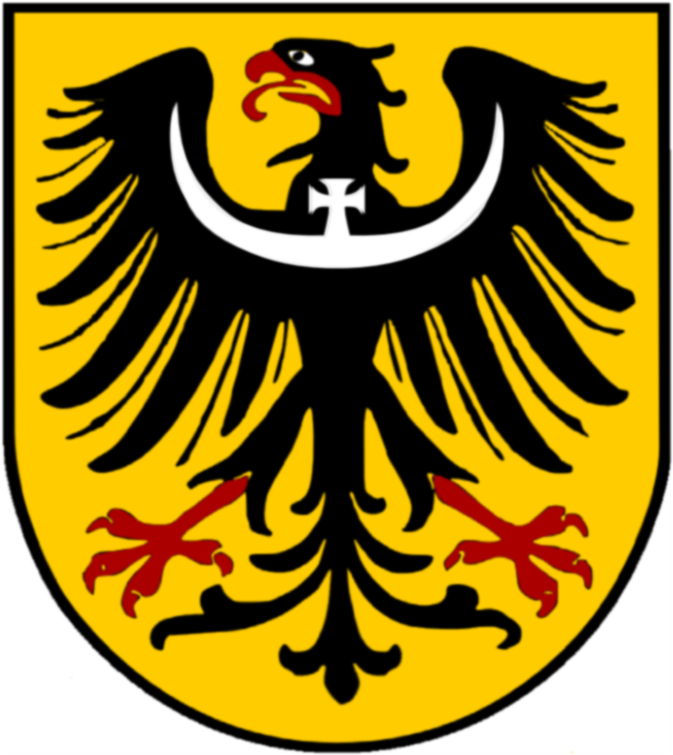
Герб Сілезії

Відзнака має вигляд стилізованого герба Сілезії — Сілезького Орла: чорний орел з частково складеними крилами, по грудях і крилах якого розтягнутий золотий півмісяць з хрестом. У кігтях орел тримає стрічку з написом FÜR SCHLESIEN (укр. ЗА СІЛЕЗІЮ). Також існували знаки з мечами.

## Умови нагородження і носіння
Існувало 2 ступені відзнаки:
- Відзнака 2-го ступеня — за 3 місяці бездоганної служби в одному і тому ж самому підрозділі
- Відзнака 1-го ступеня — за 6 місяців бездоганної служби в одному і тому ж самому підрозділі

Щоб отримати відзнаку, нагороджений повинен був купити її за 3,5 марки. Існував також емальований варіант знака, який коштував дорожче.
Нагороду носили на лівій частині грудей. Відзнака 1-го ступеня кріпилась до форми за допомогою шпильки, відзнака 2-го ступеня — на жовто-біло-жовтій стрічці (кольори Сілезії).
У виняткових випадках відзнаку 2-го ступеня вручали цивільним, які допомагали захищати Сілезію.

## Статус нагороди
15 травня 1934 року нагорода в своєму початковому вигляді (без дубового листя чи мечів) отримала офіційний статус державної нагороди.
Відповідно до закону Німеччини про порядок нагородження орденами та про порядок носіння від 26 липня 1957 року (нім. Gesetz uber Titel, Orden und Ehrenzeichen) дозволяється носіння відзнаки.